# Кампус-Вердис
Кампус-Вердис (порт. Campos Verdes) — муниципалитет в Бразилии, входит в штат Гояс. Составная часть мезорегиона Север штата Гойяс. Входит в экономико-статистический микрорегион Порангату. Население составляет 1707 человек на 2006 год. Занимает площадь 441,702 км². Плотность населения — 3,9 чел./км².

## Статистика
- Валовой внутренний продукт на 2003 год составляет 17 685 068,00 реалов (данные: Бразильский институт географии и статистики).
- Валовой внутренний продукт на душу населения на 2003 год составляет 3828,77 реалов (данные: Бразильский институт географии и статистики).
- Индекс развития человеческого потенциала на 2000 год составляет 0,694 (данные: Программа развития ООН).